# Pesta porcina clàssica
La pesta porcina clàssica, també coneguda com a còlera porcina, és una malaltia vírica contagiosa que afecta tant a porcs domèstics com a salvatges de totes les edats. Està difosa per tot el món i es considera una de les malalties que més danys ocasiona en la indústria porcina mundial des del punt de vista sanitari i econòmic.
És causada per un virus de la família dels Flaviviridae per l'organització del seu genoma, la seva estratègia de replicació, la polaritat i l'homòloga de les seves seqüències. Aquesta malaltia es troba estretament relacionada amb la que causen els virus de la diarrea viral bovina en els bòvids (BVDv) i el virus de la malaltia de la frontera en els ovins (BDv), ja que tots tres virus formen part del mateix gènere.
La pesta porcina clàssica figura en la llista de malalties del Codi Sanitari per als Animals Terrestres de l'Organització Mundial de Sanitat Animal (OIE) i és de declaració obligatòria. Només afecta a la família Suidae, a la qual pertanyen els porcs domèstics, porcs senglars i porcs salvatges, per tant en principi no suposa un risc per a la salut pública.

## Etiologia
La pesta porcina clàssica està produïda per un virus del gènere Pestivirus de la família Flaviviridae (antigament classificat dins de la família dels Togaviridae). La partícula vírica amb embolcall, té un diàmetre entre 40 i 50 nm, amb una nucleòcapsida de forma icosaèdrica. És un virus ARN monocatenari amb polaritat positiva. Presenta una longitud de 12.284 nucleòtids (12,3kb). El genoma d'aquest virus actua com ARNm, per donar lloc finalment a proteïnes madures. La replicació té lloc al citoplasma i no provoca un efecte citopàtic en la cèl·lula infectada.
Com a propietats fisico-químiques s'ha observat que aquest virus és estable a un pH entre 5 i 10 i a temperatures entre -20 i -70 °C. A més pot ser inactivat amb dissolvents orgànics, hipoclorit 2%, hidròxid sòdic 2%, fenol 5% o cresol 6%.
La supervivència del virus en l'exterior depèn tant del medi ambient com del medi en el que es trobi protegit (sang, saliva, femtes...). S'ha vist que és un virus resistent a la dessecació i al medi extern, però no tant com el virus de la pesta porcina africana (PPA). La putrefacció el destrueix als 1-3 dies si no es troba protegit i en locals deshabitats sol desaparèixer entre 1-15 dies. No obstant, en femtes, orina i secrecions pot romandre molts més dies. El virus de la PPC pot sobreviure mesos en carn refrigerada i anys en carn congelada. Es pot destruir amb cocció a 65,5 °C o més, durant uns minuts, encara que cal recordar que l'únic hoste són els súids.
El VPPC es troba relacionat antigènica i genèticament amb altres dos virus que formen part del mateix gènere Pestivirus com és el cas del virus de la diarrea viral bovina (VBVD) i el virus de la malaltia de Border (BD). Ambdós virus són patògens per als remugants, encara que el VBVD pot infectar també al ramat porcí causant infeccions i lesions amb un quadre clínic similar al de la pesta porcina clàssica. Entre el VPPC i el VBVD s'han trobat zones d'alta homologia en les proteïnes i en el genoma (66% al 74% en nucleòtids i fins a un 85% en aminoàcids, depenent de la soca). S'ha comprovat que algunes soques de VPPC indueixen anticossos neutralitzants davant el VBVD, i que porcs inoculats amb VBVD poden ser immunitzats parcialment davant PPC.

## Localització
La primera vegada que es va detectar la pesta porcina clàssica va ser als Estats Units en el segle xix (1810, Tennessee - 1830, Midwestern). La primera descripció es va realitzar en l'any 1833 en Ohio, EUA, i va aparèixer en Europa per primera vegada en 1862. No obstant, va cobrar importància el 1997 quan va aparèixer un focus als Països Baixos que va ocasionar la destrucció d'onze milions de porcs amb un cost econòmic de 2.300 milions de dòlars americans. Durant la dècada del 1990, també va haver-hi focus importants a Alemanya (1993-2000), Bèlgica (1990-1994) i Itàlia (1995, 1996, 1997). La pesta porcina clàssica actualment es troba en Amèrica Central, el Carib i Amèrica del Sud (excepte Argentina des del maig de 2005), Sud-est asiàtic i Rússia (Europa) com a malaltia enzoòtica. També s'han trobat casos en algunes regions d'Àfrica. La Unió Europea (UE), Nord-amèrica, Austràlia i Nova Zelanda es consideren lliures de la malaltia epizoòtia encara que constitueix una zona d'alt risc de reemergència, degut a l'alta densitat de la població porcina, la política de no-vacunació i a la localització geogràfica tan propera als països d'Europa de l'Est.

## Transmissió i propagació
L'únic hoste natural és el porc, tant domèstic com silvestre, encara que el virus és capaç de replicar-se en altres espècies animals. Els porcs senglars poden actuar com a reservoris.
Existeixen diverses formes d'infecció:
- El mètode més comú de transmissió és a través del contacte directe entre porcs sans i aquells que han estat infectats pel virus de la pesta porcina clàssica (en fase aguda o portadors). El contacte pot ser per ingestió, contacte amb la conjuntiva (mucoses), inhalació, abrasions en la pell (sang) o inseminació.
- A més també es pot transmetre verticalment, de manera que la descendència de les truges infectades pot adquirir la infecció per via transuterina i excretar el virus durant mesos.

Altres vies de contagi importants d'aquesta malaltia:
- Persones que entren en les explotacions: veterinaris, comerciants de porcí, etc.
- Contacte indirecte a través de materials contaminats: ferramentes, vehicles, calçat, instrumental quirúrgic, etc.
- Insectes i rosegadors.
- Inseminació artificial amb semen contaminat.
- Aliments per als porcs a base de restes insuficientment cuites
- Purins contaminats[1]

Una vegada l'animal ha estat infectat, el virus es reprodueix a les amígdales (si hi ha hagut una infecció oral o nasal) o en els ganglis limfàtics regionals (si hi ha hagut una infecció vaginal o per la pell). Posteriorment, el virus passa a la sang. Finalment, es dissemina pels òrgans diana (melsa, ganglis, ronyó, pulmó, medul·la òssia), on es produeix una nova replicació viral i lesions de caràcter hemorràgic.
Aquest virus pot sobreviure durant mesos en el suid i en els productes elaborats a partir d'aquest si la carn es conserva a temperatures fredes, i durant anys si la carn es conserva congelada.
El virus, pertanyent a la família dels Flaviviridae, s'excreta per la saliva, secrecions oronasals i lacrimals, orina i femtes. Una vegada eliminat el virus, l'animal pot convertir-se en portador.
Els animals que són portadors crònics de la malaltia (infecció persistent) no presenten necessàriament signes clínics, però poden excretar el virus amb la femta.
El moviment d'animals és la principal forma de disseminació, per tant, la propagació entre països es creu que ha estat donada en major mesura per un transport d'animals legal i il·legal, i també per l'alimentació dels porcs amb aigües grasses que contenen teixits infectats.
No obstant, aquesta malaltia no afecta a l'espècie humana i no suposa un risc de salut pública. Els súids són l'única espècie sensible coneguda actualment, encara que no s'aconsella menjar carn d'animals sospitosos de patir la pesta porcina clàssica.

## Simptomatologia
El període d'incubació dura entre 2 i 14 dies. El quadre hemorràgic generalitzat depèn de l'estat immune, l'edat de l'animal afectat i la virulència de la soca.
Els quadres greus d'aquesta malaltia són produïts per soques d'elevada virulència, i són molt semblants als que causa el Virus de la pesta porcina africana. Si es tracta de soques de baixa virulència, l'únic símptoma pot ser una disminució de la taxa de reproducció i el naixement de garrins amb defectes neurològics. Actualment solen donar-se casos deguts al virus de virulència moderada.
Forma sobreaguda o hiperaguda: es presenta en animals no immunitzats.
- Símptomes: morbiditat i mortalitat molt elevades, letargia i mort entre 24 i 48 hores després de la infecció.
- Lesions: inespecífiques, congestió de pulmons, fetge i tracte gastrointestinal i efusions seroses a la llum intestinal.

Forma aguda: els primers signes apareixen després d'un període d'incubació de 2 a 6 dies.
- Símptomes: febre alta (41 °C), anorèxia, letargia, hemorràgies i cianosis a la pell, conjuntivitis, estrenyiment transitori seguit de diarrea, vòmits ocasionals, dispnea, tos, atàxia, convulsions. Mortalitat pròxima al 100% en un temps d'una a dues setmanes.
- Lesions: les lesions macroscòpiques més característiques són hemorràgies generalitzades, generalment petequials. Les petèquies es donen més sovint als ronyons, a la bufeta de l'orina, als ganglis limfàtics seguits de la melsa, la laringe, etc. També es poden trobar infeccions bacterianes secundàries.

Forma subaguda: les manifestacions són similars a les de la forma aguda però de menor severitat. El període d'incubació és més llarg i pot ser causada per soques de moderada virulència.
- Símptomes: similars a la forma aguda però de menor intensitat, curs més lent, període d'incubació més perllongat, taxa de mortalitat menor del 30%.
- Lesions: similars a les de la forma aguda. Són característiques les úlceres botonoses o botons pestosos a l'intestí, àrees de necrosis circulars i concèntriques molt ben definides, d'uns pocs mil·límetres a diversos centímetres de diàmetre.

Forma crònica: es caracteritza per períodes llargs i intermitents de la malaltia. Els factors que condicionen aquesta supervivència perllongada no es coneixen amb precisió.
- Símptomes: curs molt lent, cosa que provoca gana irregular, endarreriment del creixement, graus variables de tos, diarrea, avortaments, infeccions bacterianes secundàries, períodes perllongats i intermitents de febre i virèmia, postració, aparent recuperació amb posterior recaiguda i mort. Aquells porcs que presenten un creixement endarrerit presenten sovint lesions a la pell.
- Lesions: poden haver-hi diversos sistemes orgànics implicats (enteritis difteroide difusa, úlceres botonoses en el cec i a l'intestí gruixut, etc.). Les infeccions bacterianes secundàries es presenten amb major freqüència.

Forma transplacentària:
- Garrins nascuts morts o dèbils, momificats i amb malformacions congènites als òrgans viscerals i al sistema nerviós central.
- La infecció congènita persistent als garrins que sobreviuen pot convertir-los en portadors (aparentment no tenen signes però estan igualment infectats). Més tard es poden veure signes com l'endarreriment en el creixement, dermatitis, diarrea, atàxia o parèsia posterior. Tot i que els garrins infectats poden sobreviure fins a 6 mesos, la majoria moren al cap d'un any.[4]

## Diagnòstic
Degut a la gran varietat de símptomes i lesions que la Pesta Porcina Clàssica presenta i comparteix amb altres malalties hemorràgiques del porc, el diagnòstic clínic podria ser erroni. Serà imprescindible, per tant, un diagnòstic laboratorial on l'elecció de la mostra ha de ser l'adequada així com l'estat al que arribi al laboratori. Les mostres que poden arribar al laboratori són: sang amb anticoagulant, sang sense anticoagulant, tonsil·les, gangli mesentèric i faringi, melsa, ili distal i ronyó. Les mostres han d'arribar al laboratori de manera ràpida i sense estar molt de temps a temperatura ambient. Hi ha diferents mètodes de laboratori per al diagnòstic de la PPC.

### Detecció del virus o antígens virals
- Aïllament viral: està basat en la capacitat de multiplicació del VPPC i és un mètode molt sensible.
- Immunofluorescència (FD) i immunoperoxidasa directa (IPD): detecció d'antígens virals en talls histològics. És un mètode ràpid però no es pot realitzar en un gran nombre de mostres.
- ELISA de captura: detecció d'antígens virals a partir d'òrgans, leucòcits sanguinis i sèrum d'animals sospitosos. Utilitza anticossos monoclonals. Permet ser utilitzada en un gran nombre de mostres.

### Detecció de l'àcid nucleic viral
- PCR: detecció d'un petit fragment específic de RNA del VPPC mitjançant l'amplificació de la reacció en cadena de la polimerasa. És un mètode ràpid, pràctic i eficaç.

### Detecció d'anticossos específics
És útil per detectar la presència o no de zones lliures i no vacunades en aquelles granges on la detecció d'antígens o l'aïllament del virus ha fracassat. També és important per detectar granges amb infeccions subclíniques i en la fase terminal dels programes d'erradicació que van dirigits a detectar focus residuals de la infecció, especialment en granges de producció de garrins. S'han utilitzat diverses tècniques per la detecció d'anticossos, però actualment els mètodes més utilitzats pels països de la Unió Europea que participen en els programes de control i erradicació de la Pesta Porcina Clàssica són:
- Seroneutralització: estudi de la capacitat que té el sèrum objecte d'estudi de neutralitzar l'efecte del virus sobre la línia cel·lular sensible. És una tècnica específica i sensible però molt laboriosa.
- ELISA (de bloqueig, de competició o indirectes): detecten anticossos davant totes les soques del virus de PPC però al mateix temps evita reaccions creuades amb altres Pestivirus. Són tècniques ràpides, específiques, sensibles, de fàcil execució i permeten analitzar un gran nombre de mostres al mateix temps.[2]

## Prevenció i control
La vacuna pot ser un bon mètode per prevenir la disseminació de la malaltia en països on aquesta és endèmica. L'Organització Mundial de la Salut Animal (OIE) imposa unes pautes a seguir en l'elaboració de les vacunes.
Es deixarà de vacunar quan la malaltia estigui controlada, encara que es mantindrà un seguiment continu de l'àrea afectada. Per considerar un país o zona lliure de malaltia, s'hauran de complir uns requisits d'acord amb el Codi Sanitari pels animals terrestres de l'OIE.
El programa de vacunació i erradicació consistiria en:
1. Coneixement de la situació (cens, incidència de la malaltia, etc.)
2. Control de la malaltia clínica.
3. Eliminació dels animals portadors
4. Retirar progressivament la vacunació.
5. Controls de sèrum per demostrar l'absència de la malaltia.
6. Declarar el país o zona lliure de malaltia.

Als països lliures de la malaltia o als que s'està arribant a erradicar-la, l'aplicació de la vacuna està generalment prohibida. La prevenció de l'entrada del virus es realitzarà amb una profilaxi estricta, comprovació que les mesures de bioseguretat siguin bones, comunicació del sorgiment d'un brot de la malaltia a les autoritats, i identificació dels porcs.
| Mesures que deuen prendre's als focus de malaltia: |
| --- |
| Sacrificar tots els porcs en les 24 hores posteriors al diagnòstic. Si és necessari, cal sacrificar també els animals sans.                                               |
| Establir una zona de protecció al voltant del focus, amb prohibició de moviments d'animals i una zona de vigilància a la qual s'efectuaran controls clínics i serològics. |
| Eliminar canals, llits, medicaments, pinso sobrant, etc. |
| Netejar i desinfectar a fons la granja, inclosa l'entrada, aparcaments, etc.                                                                                              |
| Desratitzar |
| Tancar finestres i portes |
| No treure purins fins que passin 45 dies. |
| Identificar la zona infectada, amb control dels desplaçaments de porcs.                                                                                                   |
| Investigar fonts possibles i possibilitats de propagació de la infecció.                                                                                                  |
| Marcar l'explotació com afectada de forma visible i clara. |
| Prohibir l'entrada a qualsevol persona. |

L'aplicació d'aquestes mesures ha permès eliminar la PPC de gran part d'Europa Occidental i Nord-amèrica.